# مشروع تتويج
مشروع التتويج (المعروف أيضًا باسم مشروع ماقبل التخرج أو مشروع تخرج أو مشروع خروج ) هو مشروع يتحدى خريجي الثانوية لإثبات معرفتهم الأكاديمية بطريقة تجريبية (في معظم الحالات). وفقاً لقسم التعليم الأمريكي  عادة ما تسمح مجالس التعليم الحكومية لمقاطعات المدارس الفردية بتخصيص المشروع استنادًا إلى المبادئ التوجيهية الأساسية للدولة.

## الخلط فيما يتعلق بمشروع التتويج
يخلط الأشخاص الذين يخبرون عن مشروع التتويج بعض الأحيان بينه وبين اختبار التخرج في المدارس الثانوية الحكومية، واختبار التخرج الحكومي هو اختبار مكتوب يختبر عادةً مهارات الطالب في الرياضيات والقراءة والكتابة والمهارات العلمية في حين مشروع التتويج عبارة عن مشروع مطلوب وعادةً ما يكون تجربة تعليمية تعتمد على موضوع يختاره الطالب، فالمشروع إلزامي من أجل التخرج.

## الهدف
الهدف من المشروع هو زيادة التعليم والتعلم؛ فقد انخفضت معايير التخرج من المدارس الثانوية لعدة عقود لذلك الإصلاح المدرسي أو قانون عدم ترك أي طفل لعام 2001  هو وسيلة لإعادة القيمة إلى شهادة التعليم الثانوي وكذلك دعم الطلاب ليكونوا مستعدين للكلية أو الوظيفة أو الجيش أو العمل الحر أو التدريب الداخلي أو أي مسار يقرر الطلاب اتباعه بمجرد تخرجهم.

## أسباب أهمية المشروع
أن هذا المتطلب عبارة عن محاولة لزيادة معايير التعليم كما يحتاجها مكتب القبول في الجامعة ومكان العمل كثيراً من موظفينهم، والمدارس الثانوية في جميع أنحاء البلاد أيضاً.
في محاولة لتوضيح الأمر، تم التأكد على ألا يكون هذا المشروع مطلوباً من كل المدارس. ومرة أخرى، سيتعين على الآباء وأولياء الأمور مراجعة الموقع الرسمي لمدرسة الطالب لمعرفة متطلبات التخرج.
ومع ذلك، فإن الطلاب المطلوب منهم إكمال المشروع فرصة لاستكشاف موضوع يهمهم شخصياً فإنه يوفر فرصة قد لا تنتسي لهم مرة أخرى. من خلال إكمال المشروع، سيتمتع الطلاب بتجربة حياتية حقيقية تساعدهم في مغامرتهم القادمة في الحياة (في الكلية أو في الوظيفة أو في العمل الحر أو في الجيش أو في التدريب الداخلي وإلخ).
يكتسب الطلاب عدداً من المهارات المهمة من خلال المشاركة في العملية مثل:
- القيادة
- الاتصالات
- إدارة مشاريع
- إدارة الوقت
- المهارات الجماعية
- مهارات التفاوض
- التقيد بمواعيد محددة
- إدارة النزاعات
- التحدث أمام الجمهور
- مهارات الإلقاء
- التحفيز الذاتي

## أنواع المشاريع
يختلف تنسيق مشروع تتويج المدرسة الثانوية من ولاية إلى أخرى وحتى من مدرسة إلى أخرى في نفس الولاية، وسيتعين على الآباء وأولياء الأمور التحقق من مدرسة طلابهم المحددة لمعرفة متطلباتهم، وعادةً ما يتألف المشروع من اختيار موضوع يهم الطالب وكتابة ورقة بحثية حول الموضوع المختار والحصول على خبرة ذات صلة مباشرةً بالموضوع والاحتفاظ بمذكرة من الأعمال الفنية التي توضح عمله وتليها الخطوة الأخيرة وهي العرض التقديمي (قسم التعليم الأمريكي).
يعرض الطالب المشروع عموماً إلى لجنة مؤلفة من 2-5 أشخاص وعادةً ما تتكون من أساتذة وأعضاء المجتمع وأعضاء هيئة التدريس وموظفين ولكن بعض المدارس تقدم الطلاب إلى لجنة من أقرانهم فالمدارس ومقاطعات المدارس تتمتع بحرية التصرف التامة لتنسيق العلية بطريقة تناسب طلابهم وثقافتهم المدرسية بشكل أفضل.
في معظم الحالات، يُكمل الطلاب المشروع بمفردهم بدعم من المعلم من مجتمعهم، وتسمح بعض المدارس بمشاريع جماعية وعرض تقديمي جماعي. على سبيل المثال، سيكون من المألوف بالنسبة لفئة القيادة في المدرسة أن تجمع الأموال لبناء مدرسة في إفريقيا، وتتضمن المتطلبات الأخرى جانباً اجتماعيًا ومجتمعيًا إلزاميًا يتعلق بالمشروع مما يعني أن مشروع تخرج المدرسة الثانوية يجب أن يستفيد منه شخص أخرى غير الطالب. 